# 浄泉寺 (鎌倉市)

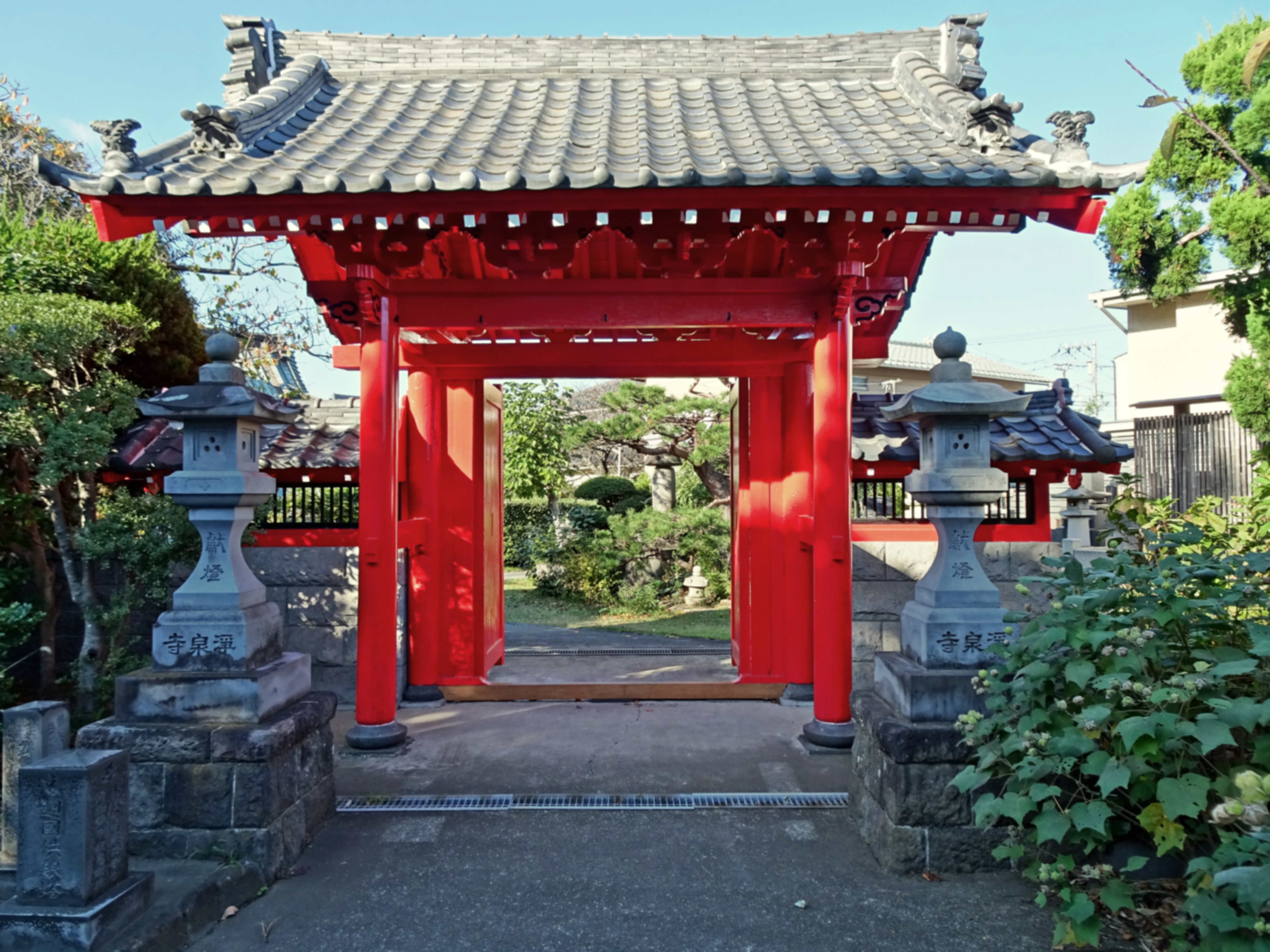
山門

浄泉寺（じょうせんじ）は、神奈川県鎌倉市にある真言宗大覚寺派の寺院。

## 歴史
平安時代初期、弘法大師空海によって開山されたと伝えられる。その後、1558年（永禄元年）寂の元秀によって中興された。かつては同市の青蓮寺の末寺であったが、現在は大覚寺の末寺となっている。
明治初期の神仏分離政策により、多くの神社と寺院の関係は廃絶され、別当寺制は廃止された。なお、当寺と国道134号線を挟んだ向かい側の小動神社は、1917年（大正6年）まで当寺の管理が続けられてきた。

## 交通アクセス
- 腰越駅より徒歩3分。